# Leonardo Marchiori
Leonardo Marchiori, né le 13 juin 1998 à Mirano (Vénétie), est un coureur cycliste italien.

## Biographie
En 2017, il fait ses débuts espoirs au sein de l'équipe Mastromarco. Il signe ensuite chez Zalf Euromobil Désirée Fior, où il se distingue en obtenant plusieurs victoires au sprint chez les amateurs. En 2020, il court chez NTT Continental, réserve de l'équipe World Tour NTT Pro Cycling.
Il passe professionnel à partir de 2021 au sein de l'équipe Androni Giocattoli-Sidermec, qui l'engage pour deux ans.

## Palmarès sur route

### Par année
- 2018
  - Gran Premio Industria e Commercio Artigianato Carnaghese
  - 2e de Circuito Alzanese
  - 3e de Florence-Empoli
- 2019
  - Pistoia-Fiorano
  - Trofeo Città di San Giovanni Valdarno
  - Grand Prix de Roncolevà
  - 2e étape du Tour de Vénétie
  - Gran Premio Industria del Cuoio e delle Pelli
  - 2e du Giro del Piave
  - 2e du Circuito dell'Assunta
  - 2e du Circuito Guazzorese
  - 2e du Circuito Molinese
  - 2e du Gran Premio Calvatone
  - 3e du Mémorial Vincenzo Mantovani
  - 3e du Trophée Antonietto Rancilio
  - 3e du Gran Premio Somma
- 2020
  - Florence-Empoli
  - Gran Premio La Torre
- 2021
  - 5e étape du Tour de Bretagne
  - 2e du Grand Prix Slovenian Istria

### Classements mondiaux
| Année                                 | 2020  | 2021  |
| ------------------------------------- | ----- | ----- |
| Classement mondial                    | 1994e | 1042e |
| UCI Europe Tour                       | 1455e | 774e  |
|                                       |       |       |
| Légende : nc = non classéSource : UCI |       |       |

## Palmarès sur piste
- 2015
  -  Champion d'Italie de course aux points juniors